# بيريس (لاعب كرة قدم)
بيريس (هانغل: 조제 세바스티앙 피레스 네투) (بالبرتغالية: José Sebastião Pires Neto‏) هو لاعب كرة قدم برازيلي وكوري جنوبي في مركز الوسط، ولد في 23 فبراير 1956 في سوروكابا في البرازيل. شارك مع منتخب البرازيل لكرة القدم. أما مع النوادي، فقد لعب مع أولسان هيونداي وفيتوريا دي غيماريش ونادي أمريكا ونادي أنابولينا ونادي بالميراس ونادي باهيا ونادي بيلينينسش ونادي جل فيسنتي ونادي فاسكو دا غاما.

## وصلات خارجية
- بيريس (لاعب كرة قدم) على موقع دوري كوريا الجنوبية (الإنجليزية)
- بيريس (لاعب كرة قدم) على موقع ناشيونال فوتبول تيمز (الإنجليزية)